# Курц, Роберт
Роберт Курц (24 декабря 1943, Нюрнберг — 18 июля 2012, там же) — немецкий леворадикальный журналист и философ, редактор, публицист.

## Жизнь и идеи
Роберт Курц изучал философию, историю и педагогику в университете Эрлангена.
В 1970-х годах Курц был активным членом Немецкого коммунистического рабочего союза (НКРС), а также некоторое время региональным инструктором в Баварии в ассоциированном Революционном молодежном союзе Германии. Критиковал руководство НКРС, и позднее покинул его ряды.
Начиная с 1980-х годов Курц разработал фундаментальную критику основных форм обобществления в современном мире, основанную на вопросе о структурных причинах неэффективной экономики Восточного блока. Он выступал против некритического утверждения концепции труда марксистским рабочим движением. Его книга «Крах модернизации», опубликованная в 1991 году, раскрывает теорию краха современного мирового общества, которая предполагает, что вследствие процессов рационализации наемный труд постепенно исчезает, а система в целом движется к «варварскому концу».
До апреля 2004 года Курц был соредактором журнала Krisis и членом одноименной группы. Затем Курц состоял в группе EXIT!, выпускавшей одноименный журнал.
Самая известная работа Курца — «Чёрная книга капитализма».